# Euphorbia bourgaeana
Euphorbia bourgaeana ist eine Pflanzenart aus der Gattung Wolfsmilch (Euphorbia) in der Familie der Wolfsmilchgewächse (Euphorbiaceae).

## Beschreibung
Die sukkulente Euphorbia bourgaeana bildet reich verzweigte Sträucher bis etwa 1,5 Meter Höhe aus. Die sukkulenten Triebe sind mit quer verlaufenden Blattnarben versehen. Die lanzettlichen Blätter stehen in dichten Rosetten an den Spitzen der Triebe und werden bis etwa 7,5 Zentimeter lang und 1,5 Zentimeter breit. Sie sind sitzend und an den Spitzen gerundet.

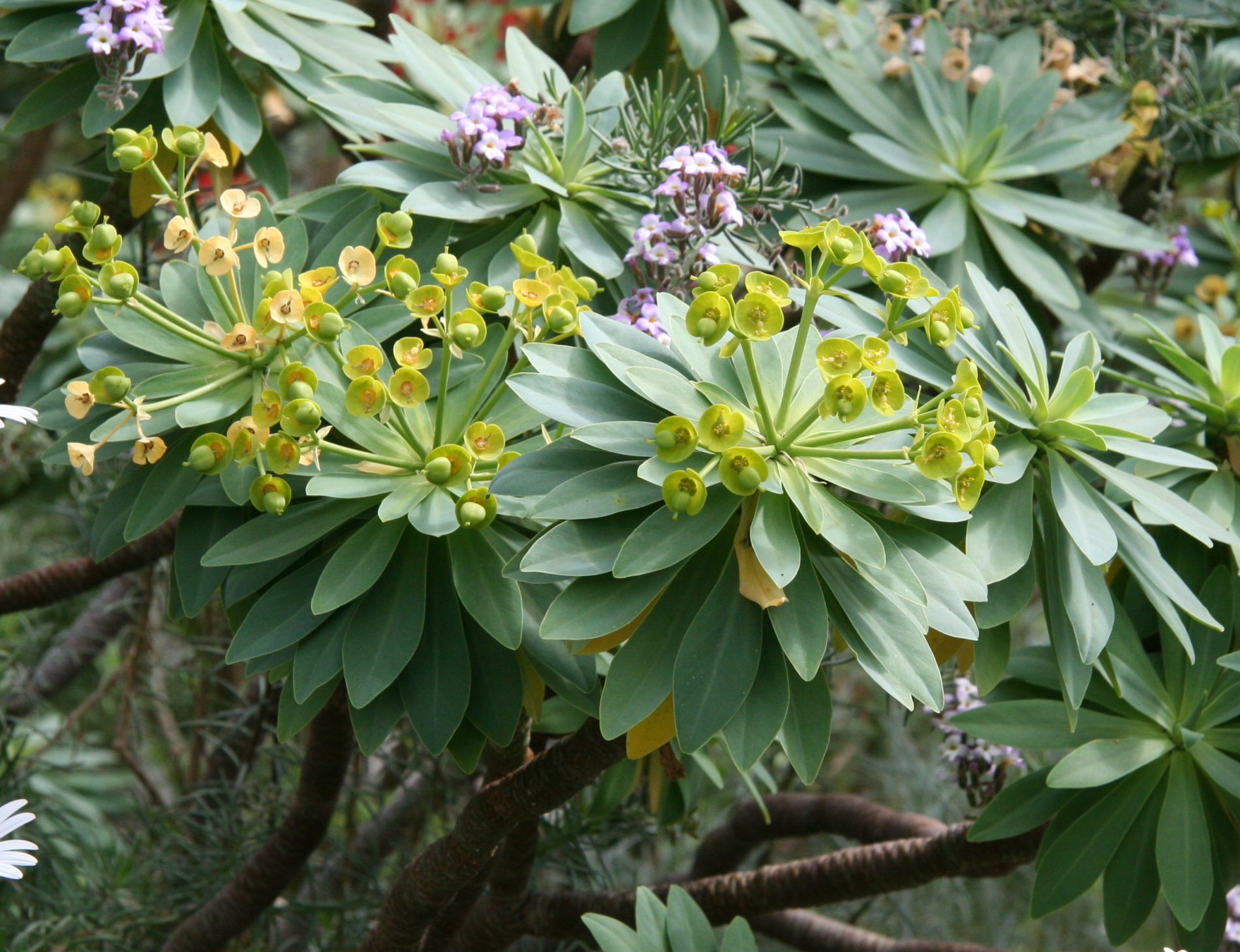
Blütenstand mit unreifen Früchten

Die endständigen Blütenstände sind so lang wie die Blätter und bestehen aus Cymen, die fünf- bis sechsstrahligen Dolden stehen. Jeder Strahl teilt sich in weitere zwei bis drei Strahlen auf. Es werden große, breit eiförmige Tragblätter ausgebildet, die an ihrer Basis verwachsen sind und die Cyathien umschließen. Sie sind gelb oder purpurn gefärbt. Die Cyathien sind nahezu sitzend und die elliptischen Nektardrüsen besitzen zwei kurze hornartige Fortsätze. Die stumpf gelappte Frucht wird 8 Millimeter groß. Der eiförmige Samen ist deutlich mit Runzeln besetzt und hat besitzt ein eiförmiges Anhängsel.

## Verbreitung und Systematik
Euphorbia bourgaeana ist auf Teneriffa in Höhenlagen von 500 bis 700 Meter verbreitet. Die Art steht auf der Roten Liste der IUCN und gilt als gefährdet (Vulnerable).
Die Erstbeschreibung der Art erfolgte 1862 durch Pierre Edmond Boissier.